# Eleições municipais na Suécia

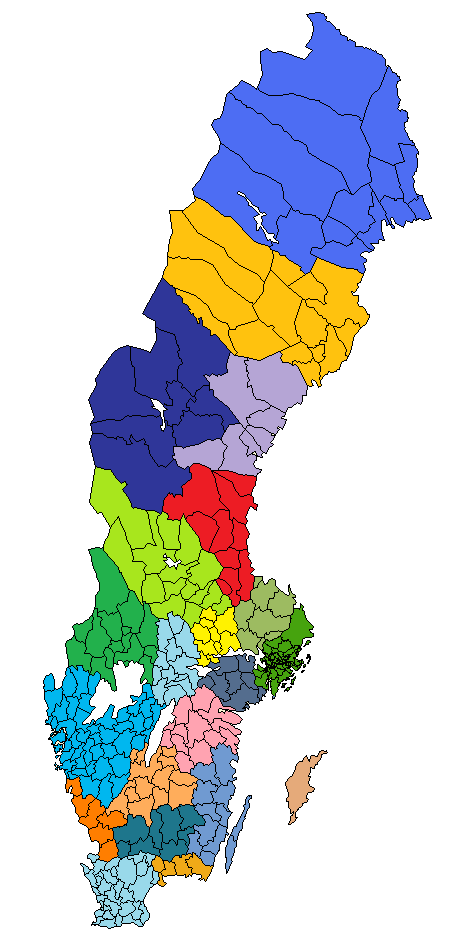
As comunas e os condados da Suécia

Nas eleições municipais suecas, são eleitos deputados municipais/vereadores para as 290 assembleias municipais/câmaras municipais do país.

Estas eleições têm lugar de quatro em quatro anos, e são realizadas simultaneamente com as eleições legislativas para o parlamento (riksdagen) e com as eleições regionais para os condados (landsting).

Podem votar nas eleições municipais :
- Cidadãos suecos
- Cidadãos da União Europeia residentes no município
- Cidadãos estrangeiros residentes no município há mais de 3 anos

Desde 1998, é possível assinalar o candidato preferido através de uma cruz na cédula de voto. 

## Eleições nacionais-regionais-municipais
Simultaneamente são realizadas 3 eleições na Suécia:
- Eleições legislativas para o Parlamento
- Eleições regionais para os Condados
- Eleições municipais para as Comunas